# Svenby och Norrby
 Svenby och Norrby är en bebyggelse väster om Hallstahammar i Hallstahammars kommun. Vid SCB ortsavgränsning 2020, men inte 2023, klassades den som en småort.